# Landtagswahl in Liechtenstein 1997
- FL: 2
- VU: 13
- FBP: 10

Die Landtagswahl in Liechtenstein 1997 fand am 2. Februar 1997 statt und war die reguläre Wahl der Legislative des Fürstentums Liechtenstein. Hierbei wurden alle 25 Abgeordneten des Landtags des Fürstentums Liechtenstein in den beiden Wahlkreisen Ober- und Unterland vom Landesvolk gewählt. Grund hierfür war das Auslaufen der vierjährigen Legislaturperiode des zuletzt 1993 gewählten Landtags.

## Ausgangslage
Bei der Landtagswahl im Oktober 1993 erreichte die Vaterländische Union 50,12 %, die Fortschrittliche Bürgerpartei in Liechtenstein 41,34 % und die Freie Liste 8,54 % der abgegebenen Stimmen. 

## Wahlergebnis
Von 14'765 Wahlberechtigten nahmen 12'836 Personen an der Wahl teil (86,9 %). Die Stimmen und Mandate verteilten sich in den beiden Wahlkreisen – Oberland und Unterland – wie folgt:
| Partei                              | Stimmen  | Stimmen   | Stimmen   | Stimmen       | Sitze    | Sitze     | Sitze     |
| ----------------------------------- | -------- | --------- | --------- | ------------- | -------- | --------- | --------- |
| Partei                              | Oberland | Unterland | insgesamt | Stimmenanteil | Oberland | Unterland | insgesamt |
| Fortschrittliche Bürgerpartei (FBP) | 47'170   | 18'744    | 65'914    | 39,3 %        | 6        | 4         | 10        |
| Vaterländische Union (VU)           | 63'889   | 18'897    | 82'786    | 49,3 %        | 8        | 5         | 13        |
| Freie Liste (FL)                    | 14'386   | 5'069     | 19'455    | 11,4 %        | 1        | 1         | 2         |